# Fabio Bulgarelli
Pour les articles homonymes, voir Bulgarelli.
Fabio Bulgarelli, né le 21 janvier 1977, est un coureur cycliste italien, professionnel entre 2000 et 2002.

## Biographie
En 1998, il se classe troisième du Tour de Lombardie amateurs derrière Leonardo Giordani et Gianluca Tonetti. En 1999, il accumule les places d'honneur : deuxième du Giro d'Oro, du Grand Prix de Poggiana et de la Coppa della Pace, ainsi que troisième de la Freccia dei Vini. Il est également médaillé de bronze au championnat d'Europe sur route espoirs, complétant un podium 100 % italien derrière Michele Gobbi et Luca Paolini.
Il débute chez les professionnels en 2000 chez Colpack-Astro. En 2001, il gagne le Grand Prix Fred Mengoni et les Due Giorni Marchigiana. En mai, il participe au Tour d'Italie, où il se classe 71e. En 2002, il rejoint la formation De Nardi-Pasta Montegrappa et termine notamment deuxième de la Kettler Classic-Südkärnten. Il arrête sa carrière à l'issue de la saison.

## Palmarès

### Palmarès amateur
- 1996
  - Trofeo Circolo Orologio
- 1998
  - 10e étape du Tour d'Italie amateurs
  - 3e du Tour de Lombardie amateurs
- 1999
  - 2e du Giro d'Oro
  - 2e du Trofeo Alcide Degasperi
  - 2e du Grand Prix de Poggiana
  - 2e de la Coppa della Pace
  - 3e de la Freccia dei Vini
  -  Médaillé de bronze du championnat d'Europe sur route espoirs

### Palmarès professionnel
- 2001
  - Grand Prix Fred Mengoni
  - Due Giorni Marchigiana
- 2002
  - 2e de la Kettler Classic-Südkärnten

## Résultats sur les grands tours

### Tour d'Italie
1 participation
- 2001 : 71e